# مقاطعة سكوت (كانساس)
مقاطعة سكوت (بالإنجليزية: Scott County)‏ هي إحدى المقاطعات في ولاية كانساس، الولايات المتحدة الأمريكية.